# 小行星3720
小行星3720（英語：3720 Hokkaido）是一颗围绕太阳公转的小行星。1987年10月28日，上田清二、金田宏在钏路市发现了此天体。该小行星以日本的一级行政区北海道命名。
这颗小行星的绝对星等为285.70465等。